# Johannes Vahlen
Johannes Vahlen (n. 1830 — d. 30 noiembrie 1911) a fost un filolog austriac specialist în literatura clasică greacă și romană.
A fost profesor la universitatea din Viena (din 1858) și la universitatea Humboldt din Berlin din 1874
Dintre lucrările pe care le-a publicat sunt de relevat în mod deosebit traducerile autorilor antici, toate cuprinzând un studiu critic al lui Vahlen;
- Ennianae poesis reliquiae (1854),
- Naevii de bello punico reliquiae. (colecție de articole),
- Laurentii Vallae opuscula tria (1864),
- Aristotel - De arte poetica (1867)
- Cicero - De legibus (1871)

În 1908 Johannes Vahlen a fost decorat cu Ordinul Pour le Mérite.
Fiul său, Theodor Vahlen a fost urmat și el o carieră universitară. fiind un matematician care a adus contribuții importante la teoria numerelor.
Biblioteca lui Johannes Vahlen – cuprinzând peste 10.000 de volume cu operele clasicilor greci și romani sau lucrări despre autorii antici a fost achiziționată de în 1913 de Universitatea de Illinois, Statele Unite unde există și în prezent.